# 阿兰·勒巴
阿兰·勒巴（法語：Alain Lebas，1953年11月10日—），法国男子皮划艇运动员。他曾代表法国参加1976年和1980年夏季奥林匹克运动会皮划艇比赛，其中1980年奥运会获得一枚银牌。